# Байрака Михайло Миколайович
Миха́йло Микола́йович Байра́ка (1 січня 1950) — народний депутат України 1-го скликання.

## Біографія
Народився 1 січня 1950 року, в селі Олександрівка Софіївського району, Дніпропетровська область, УРСР в сім'ї селян. Українець, освіта вища, математик, інженер-економіст, закінчив Криворізький педагогічний інститут та Київський інститут народного господарства ім. Д. С. Коротченка.
1966 — студент Криворізького педагогічного інституту.
1970 — вчитель математики Криворізької середньої школи № 29.
1972 — інженер, керівник групи математичного забезпечення електронно-обчислювальних машин, заступник начальника відділу автоматизованих систем управління виробництвом, заст. головного інженера по автоматизації та новій техніці, заступник генерального директора з економічних питань металургійного комбінату «Криворіжсталь» ім. В. І. Леніна.
1992 — заступник міністра України з питань роздержавлення власності та демонополізації виробництва.
1992 — заступник голови правління Акціонерного комерційного агропромбанку «Україна».
1995 — головний менеджер, генеральний директор представництва фірми «Logimex» (ФРН).
Член КПРС 1978—1990, член демплатформи; заступник голови ради трудового колективу, голова економічної ради комбінату. Член ПДВУ.
Висунутий кандидатом у народні депутати, трудовим колективом металургійного комбінату «Криворіжсталь» ім. В. І. Леніна.
18 березня 1990 року обраний народним депутатом України, 2-й тур 63.95 % голосів, 5 претендентів.
- Дніпропетровська область
- Дзержинський виборчий округ № 89
- Дата прийняття депутатських повноважень: 15 травня 1990 року.
- Дата припинення депутатських повноважень: 10 травня 1994 року.

Входив до групи, фракції.
Член Комісії ВР України з питань планування, бюджету, фінансів та цін.
Присвоєне почесне звання Заслужений працівник промисловості УРСР.
Одружений, має двоє дітей.